# Charles Lucas (musicista)
Charles Lucas (Salisbury, 28 luglio 1808 – Wandsworth, 23 marzo 1869) è stato un compositore, violoncellista, direttore d'orchestra ed editore inglese, dal 1859 al 1866 terzo preside della Royal Academy of Music.

## Biografia
Lucas nacque a Salisbury, figlio di un venditore di musica. Dopo aver ricevuto un'educazione musicale come corista presso la Cattedrale di Salisbury tra il 1815 e il 1823, frequentò la nuova Royal Academy of Music (RAM) a Londra, dove studiò il violoncello sotto Robert Lindley e composizione con il preside, William Crotch. Da studente vinse diversi premi, divenne caposcuola e fu nominato sotto-professore di composizione nel 1824. Tra quelli a cui insegnò fu William Sterndale Bennett, che quattro decenni dopo gli successe come direttore dell'Academy. Negli anni successivi Lucas insegnò ad altri due musicisti che alla fine hanno diressero la RAM: George Macfarren e Alexander Mackenzie. Quest'ultimo ricordava che Lucas era stato un eccezionale insegnante di contrappunto.
Dopo aver lasciato l'Accademia nel 1830, Lucas fu nominato membro dell'orchestra privata dei Regina Adelaide e divenne insegnante di musica per il Principe George (in seguito Duca) di Cambridge e per i principi di Sassonia-Weimar. Si esibì nelle orchestre di Londra, succedendo a Lindley come violoncellista di spicco al Covent Garden e in altri gruppi. Si dedicò alla musica da camera e partecipò alle anteprime britanniche di lavori da camera tra cui gli ultimi quartetti per archi di Beethoven.
Nel 1832 Cipriani Potter, direttore dell'orchestra della RAM, succedette a Crotch come preside; Lucas fu nominato al posto vacante da Potter. In questa veste diresse due esecuzioni della Sinfonia n. 9 di Beethoven nel 1835 e nel 1836. Il Times elogiò le esibizioni e sperò che gli sforzi dell'Accademia avrebbero spinto la Philharmonic Society a presentare il lavoro ai suoi concerti. Lucas in seguito diresse per la società e altri promotori di concerti. Prestò servizio come direttore della società dal 1856 al 1869, durante il mandato di Bennett come direttore della sua orchestra.
Nella sua storia della RAM (1922) Frederick Corder scrisse: "Nel luglio [1858] Cipriani Potter si dimise, per motivi di vecchiaia e infermità. Era un uomo buono e coscienzioso piuttosto che abile, amato dai suoi subordinati, il migliore dei quali, Charles Lucas, che lo aveva servito fedelmente e seriamente lo pregò di non ritirarsi, fu eletto preside al suo posto". Corder commentò che Lucas
Le finanze dell'Accademia erano state precarie finn dal suo inizio e non migliorarono durante i sette anni in cui Lucas rimase in carica. Il suo successore, Bennett, dovette salvare l'istituzione dalla dissoluzione imminente. Dal punto di vista musicale, Corder descrive il mandato di Lucas come il periodo meno interessante della storia della RAM, ma Lucas fu ben considerato nella misura in cui fu istituito un fondo in suo onore per assegnare una "Medaglia Charles Lucas" annuale, concessa allo studente della RAM che si ritenesse avesse scritto la migliore composizione musicale. Tra i suoi destinatari ci furono Arnold Bax, Richard Rodney Bennett, Dora Bright, Edward German, Arthur Goring Thomas, Joseph Holbrooke, Emma Lomax e Stewart Macpherson.
La cattiva salute portò Lucas a ritirarsi dalla RAM nel 1866. Morì tre anni dopo nella sua casa di Wandsworth, a Londra, all'età di 60 anni.

## Musica
Le composizioni di Lucas includevano tre sinfonie, overtures, quartetti d'archi (incluso il Quartetto d'archi in sol maggiore, 1827), inni e canzoni. Le tre Sinfonie, ciascuna con quattro movimenti, sono opere studentesche scritte prima di diventare direttore dell'orchestra della Royal Academy of Music nel 1832. Jürgen Schaarwächter evidenzia i minuetti "vivaci e affascinanti" della seconda e terza Sinfonia nella tradizione di Haydn e Mozart e il finale del terzo: "una breve e vivace conclusione della produzione sinfonica di Lucas, che ricorda alcune delle precedenti sinfonie di Schubert (che certamente non erano note a Lucas)".
Ha anche scritto un'opera, The Regicide, su un libretto di Metastasio tradotto da Thomas Oliphant, l'ouverture a cui il Times descrisse come "una composizione vivace, molto rumorosa e senza alcuna grande originalità". Non molto tempo prima della morte del compositore, un'overture, Rosenwald, fu eseguita dalla Philharmonic Society alle Hanover Square Rooms di Londra l'8 giugno 1868. La Philharmonic Society eseguì molte altre sue opere durante la sua vita, tra cui la seconda e la terza sinfonia e l'ouverture del Regicide. Come curatore Lucas preparò l'esecuzione di una versione di Esther per la Händel Society.

### Lavori scelti
- 1826 – Sinfonia n. 1 in Do (rimaneggiata nel 1834)
- 1827 – Quartetto d'archi in Sol maggiore
- 1829 – Sinfonia n. 2 in La
- 1830 – Sinfonia n. 3 in Si bemolle maggiore
- 1840 – The Regicide, opera
- 1868 – Overture Rosenwald